# Марков, Виталий Михайлович (филолог)
Виталий Михайлович Марков (29 марта 1927, Казань — 18 октября 2010, Казань) — советский и российский филолог, доктор филологических наук, профессор Казанского государственного университета.

## Биография
Родился 29 марта 1927 года в Казани в семье учёных-биологов, сотрудников Казанского государственного университета. Отец — Михаил Васильевич Марков, геоботаник, доктор биологических наук, профессор. Мать — Серафима Александровна Маркова, геоботаник, кандидат биологических наук, доцент.
В 1949 году окончил историко-филологический факультет Казанского государственного университета.
С осени 1949 года до лета 1951 года работал школьным учителем русского языка и литературы в городе Янаул Башкирской АССР.
Летом 1951 года вернулся в Казань.
Окончил аспирантуру Ленинградского государственного университета и в 1955 году защитил в ЛГУ кандидатскую диссертацию.
Работал в Казанском государственном университете на историко-филологическом факультете (сейчас преобразован в Институт филологии и межкультурной коммуникации КФУ):
- доцент кафедры русского языка (с 1955 года),
- профессор (с 1965 года),
- заведующий кафедрой русского языка.

Скончался 18 октября 2010 года в Казани. Похоронен на Арском кладбище.

### Семья
Сын — Михаил Витальевич Марков (род. 1951), профессор ботаники, доктор биологических наук.
Дочь — Маркова, Ольга Витальевна (род. 1945), кандидат филологических наук.

## Научная деятельность
Кандидат филологических наук с 1955 года. Тема кандидатской диссертации «Формы имён в языке судебников XV—XVI вв.».
Доктор филологических наук с 1965 года. Тема докторской диссертации «К истории редуцированных гласных в русском языке».
Научные интересы:
- история развития русского языка;
- теория русского словообразования;
- редуцированные гласные в русском языке.

Создал современную концепцию теории словообразования, основанную на идеях основателя Казанской лингвистической школы И. А. Бодуэна де Куртенэ.
Объяснил причины падения редуцированных гласных в русском языке.
Разработал основы грамматической лексикологии.
Подготовил 10 докторов и 48 кандидатов наук.

### Публикации
Автор более 100 научных работ.
- Марков В. М. Историческая грамматика русского языка. Именное склонение. (учебник для вузов). М.: Высшая школа, 1974.
- Избранные работы по русскому языку. Казань, 2001.

## Награды, премии, почётные звания
Заслуженный деятель науки РСФСР.